# 업턴파크

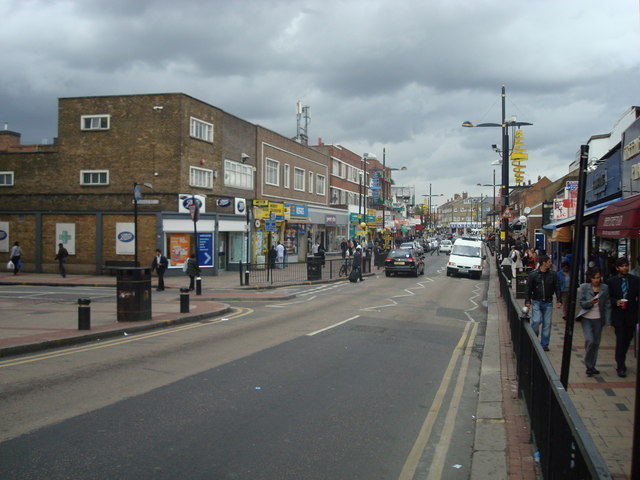
업턴파크 그린가

업턴파크(영어: Upton Park)는 웨스트햄과 이스트햄의 경계인 그린가를 중심으로 하는 런던 뉴엄구의 지구이다.
'업턴 파크'라는 용어는 1880년대에 웨스트햄 파크 동쪽에 개발된 주택 단지에 처음으로 적용되었다. 이 부동산은 인접한 업턴 마을에서 이름을 따왔고 '파크'라는 접미사가 덧붙여졌다. 부동산 개발업자들은 해당 부동산의 이름을 따서 지어진 새로운 역에 비용을 지불했다. 결과적으로 이 역을 둘러싼 지역은 원래의 주택 단지에 그 용어가 제한되는 것이 아니라 업턴파크로 알려지게 되었다.
축구 클럽인 웨스트햄 유나이티드 FC는 이전에 흔히 업턴 파크로 알려진 볼린 그라운드에서 경기를 했다. 또한 이 곳을 연고로 했던 아마추어 축구 클럽인 업턴파크 FC는 1900년 파리 하계 올림픽에서 영국 대표로 참가하여 금메달을 획득했다.